# Koninklijk Warmbloed Paardenstamboek Nederland
Het Koninklijk Warmbloed Paardenstamboek Nederland is de Nederlandse fokkerij-organisatie voor spring- en dressuurpaarden, tuigpaarden en Gelderse paarden.
Prestatiegerichtheid, duurzaamheid en het aansprekende exterieur zijn de belangrijkste factoren waarop het internationale succes van dit Nederlandse paard is gebaseerd.
Het KWPN staat op de 4e plaats als het gaat om de beste springpaarden ter wereld. Het BWP (Belgisch Warmbloed Paard) staat op de 1e plaats. In de dressuur bezet het KWPN momenteel de eerste positie gevolgd door het Hannoveraanse Stamboek.  Het KWPN hanteert strenge selectieprocedures voor goedkeuring van dekhengsten en het uitreiken van predicaten. Daarbij wordt gelet op exterieur, aanleg en gezondheid. Daardoor lopen KWPN'ers al jarenlang op het hoogste niveau mee in de paardensport. 